# Erősen összetett számok
Egy erősen összetett szám (highly composite number, HCN) olyan pozitív egész szám, melynek több osztója van bármelyik nála kisebb pozitív egésznél. A kifejezést elsőként Rámánudzsan használta 1915-ben – Jean-Pierre Kahane szerint azonban visszavezethető Platónig, aki szerint 5040 a városlakók ideális száma, mivel 5040-nek több osztója van a kisebb számoknál.
Kapcsolódó fogalom a nagyon összetett szám, ami olyan pozitív egészekre vonatkozik, aminek legalább annyi osztója van, mint bármely nála kisebb pozitív egésznek.

## Példák

Az 1–1000 közötti egész számok osztóinak száma. Az első 15 erősen összetett szám félkövéren látható.

Az első, avagy legkisebb 38 erősen összetett szám listája: (A002182 sorozat az OEIS-ben)
| Sorszám | HCN n  | prímtényezős felbontás                                         | prímek kitevői | prím- tényezők | d(n) | prímoriális felbontás                      |
| ------- | ------ | -------------------------------------------------------------- | -------------- | -------------- | ---- | ------------------------------------------ |
| 1       | 1      |                                                                |                | 0              | 1    |                                            |
| 2*      | 2      | {\displaystyle 2}                                              | 1              | 1              | 2    | {\displaystyle 2}                          |
| 3       | 4      | {\displaystyle 2^{2}}                                          | 2              | 2              | 3    | {\displaystyle 2^{2}}                      |
| 4*      | 6      | {\displaystyle 2\cdot 3}                                       | 1,1            | 2              | 4    | {\displaystyle 6}                          |
| 5*      | 12     | {\displaystyle 2^{2}\cdot 3}                                   | 2,1            | 3              | 6    | {\displaystyle 2\cdot 6}                   |
| 6       | 24     | {\displaystyle 2^{3}\cdot 3}                                   | 3,1            | 4              | 8    | {\displaystyle 2^{2}\cdot 6}               |
| 7       | 36     | {\displaystyle 2^{2}\cdot 3^{2}}                               | 2,2            | 4              | 9    | {\displaystyle 6^{2}}                      |
| 8       | 48     | {\displaystyle 2^{4}\cdot 3}                                   | 4,1            | 5              | 10   | {\displaystyle 2^{3}\cdot 6}               |
| 9*      | 60     | {\displaystyle 2^{2}\cdot 3\cdot 5}                            | 2,1,1          | 4              | 12   | {\displaystyle 2\cdot 30}                  |
| 10*     | 120    | {\displaystyle 2^{3}\cdot 3\cdot 5}                            | 3,1,1          | 5              | 16   | {\displaystyle 2^{2}\cdot 30}              |
| 11      | 180    | {\displaystyle 2^{2}\cdot 3^{2}\cdot 5}                        | 2,2,1          | 5              | 18   | {\displaystyle 6\cdot 30}                  |
| 12      | 240    | {\displaystyle 2^{4}\cdot 3\cdot 5}                            | 4,1,1          | 6              | 20   | {\displaystyle 2^{3}\cdot 30}              |
| 13*     | 360    | {\displaystyle 2^{3}\cdot 3^{2}\cdot 5}                        | 3,2,1          | 6              | 24   | {\displaystyle 2\cdot 6\cdot 30}           |
| 14      | 720    | {\displaystyle 2^{4}\cdot 3^{2}\cdot 5}                        | 4,2,1          | 7              | 30   | {\displaystyle 2^{2}\cdot 6\cdot 30}       |
| 15      | 840    | {\displaystyle 2^{3}\cdot 3\cdot 5\cdot 7}                     | 3,1,1,1        | 6              | 32   | {\displaystyle 2^{2}\cdot 210}             |
| 16      | 1260   | {\displaystyle 2^{2}\cdot 3^{2}\cdot 5\cdot 7}                 | 2,2,1,1        | 6              | 36   | {\displaystyle 6\cdot 210}                 |
| 17      | 1680   | {\displaystyle 2^{4}\cdot 3\cdot 5\cdot 7}                     | 4,1,1,1        | 7              | 40   | {\displaystyle 2^{3}\cdot 210}             |
| 18*     | 2520   | {\displaystyle 2^{3}\cdot 3^{2}\cdot 5\cdot 7}                 | 3,2,1,1        | 7              | 48   | {\displaystyle 2\cdot 6\cdot 210}          |
| 19*     | 5040   | {\displaystyle 2^{4}\cdot 3^{2}\cdot 5\cdot 7}                 | 4,2,1,1        | 8              | 60   | {\displaystyle 2^{2}\cdot 6\cdot 210}      |
| 20      | 7560   | {\displaystyle 2^{3}\cdot 3^{3}\cdot 5\cdot 7}                 | 3,3,1,1        | 8              | 64   | {\displaystyle 6^{2}\cdot 210}             |
| 21      | 10080  | {\displaystyle 2^{5}\cdot 3^{2}\cdot 5\cdot 7}                 | 5,2,1,1        | 9              | 72   | {\displaystyle 2^{3}\cdot 6\cdot 210}      |
| 22      | 15120  | {\displaystyle 2^{4}\cdot 3^{3}\cdot 5\cdot 7}                 | 4,3,1,1        | 9              | 80   | {\displaystyle 2\cdot 6^{2}\cdot 210}      |
| 23      | 20160  | {\displaystyle 2^{6}\cdot 3^{2}\cdot 5\cdot 7}                 | 6,2,1,1        | 10             | 84   | {\displaystyle 2^{4}\cdot 6\cdot 210}      |
| 24      | 25200  | {\displaystyle 2^{4}\cdot 3^{2}\cdot 5^{2}\cdot 7}             | 4,2,2,1        | 9              | 90   | {\displaystyle 2^{2}\cdot 30\cdot 210}     |
| 25      | 27720  | {\displaystyle 2^{3}\cdot 3^{2}\cdot 5\cdot 7\cdot 11}         | 3,2,1,1,1      | 8              | 96   | {\displaystyle 2\cdot 6\cdot 2310}         |
| 26      | 45360  | {\displaystyle 2^{4}\cdot 3^{4}\cdot 5\cdot 7}                 | 4,4,1,1        | 10             | 100  | {\displaystyle 6^{3}\cdot 210}             |
| 27      | 50400  | {\displaystyle 2^{5}\cdot 3^{2}\cdot 5^{2}\cdot 7}             | 5,2,2,1        | 10             | 108  | {\displaystyle 2^{3}\cdot 30\cdot 210}     |
| 28*     | 55440  | {\displaystyle 2^{4}\cdot 3^{2}\cdot 5\cdot 7\cdot 11}         | 4,2,1,1,1      | 9              | 120  | {\displaystyle 2^{2}\cdot 6\cdot 2310}     |
| 29      | 83160  | {\displaystyle 2^{3}\cdot 3^{3}\cdot 5\cdot 7\cdot 11}         | 3,3,1,1,1      | 9              | 128  | {\displaystyle 6^{2}\cdot 2310}            |
| 30      | 110880 | {\displaystyle 2^{5}\cdot 3^{2}\cdot 5\cdot 7\cdot 11}         | 5,2,1,1,1      | 10             | 144  | {\displaystyle 2^{3}\cdot 6\cdot 2310}     |
| 31      | 166320 | {\displaystyle 2^{4}\cdot 3^{3}\cdot 5\cdot 7\cdot 11}         | 4,3,1,1,1      | 10             | 160  | {\displaystyle 2\cdot 6^{2}\cdot 2310}     |
| 32      | 221760 | {\displaystyle 2^{6}\cdot 3^{2}\cdot 5\cdot 7\cdot 11}         | 6,2,1,1,1      | 11             | 168  | {\displaystyle 2^{4}\cdot 6\cdot 2310}     |
| 33      | 277200 | {\displaystyle 2^{4}\cdot 3^{2}\cdot 5^{2}\cdot 7\cdot 11}     | 4,2,2,1,1      | 10             | 180  | {\displaystyle 2^{2}\cdot 30\cdot 2310}    |
| 34      | 332640 | {\displaystyle 2^{5}\cdot 3^{3}\cdot 5\cdot 7\cdot 11}         | 5,3,1,1,1      | 11             | 192  | {\displaystyle 2^{2}\cdot 6^{2}\cdot 2310} |
| 35      | 498960 | {\displaystyle 2^{4}\cdot 3^{4}\cdot 5\cdot 7\cdot 11}         | 4,4,1,1,1      | 11             | 200  | {\displaystyle 6^{3}\cdot 2310}            |
| 36      | 554400 | {\displaystyle 2^{5}\cdot 3^{2}\cdot 5^{2}\cdot 7\cdot 11}     | 5,2,2,1,1      | 11             | 216  | {\displaystyle 2^{3}\cdot 30\cdot 2310}    |
| 37      | 665280 | {\displaystyle 2^{6}\cdot 3^{3}\cdot 5\cdot 7\cdot 11}         | 6,3,1,1,1      | 12             | 224  | {\displaystyle 2^{3}\cdot 6^{2}\cdot 2310} |
| 38*     | 720720 | {\displaystyle 2^{4}\cdot 3^{2}\cdot 5\cdot 7\cdot 11\cdot 13} | 4,2,1,1,1,1    | 10             | 240  | {\displaystyle 2^{2}\cdot 6\cdot 30030}    |

A következő táblázat megmutatja az egyik ilyen szám összes osztóját.
| Az erősen összetett szám: 10080 10080 = (2 × 2 × 2 × 2 × 2) × (3 × 3) × 5 × 7 |          |          |           |          |          |
| 1 × 10080 | 2 × 5040 | 3 × 3360 | 4 × 2520  | 5 × 2016 | 6 × 1680 |
| 7 × 1440 | 8 × 1260 | 9 × 1120 | 10 × 1008 | 12 × 840 | 14 × 720 |
| 15 × 672 | 16 × 630 | 18 × 560 | 20 × 504  | 21 × 480 | 24 × 420 |
| 28 × 360 | 30 × 336 | 32 × 315 | 35 × 288  | 36 × 280 | 40 × 252 |
| 42 × 240 | 45 × 224 | 48 × 210 | 56 × 180  | 60 × 168 | 63 × 160 |
| 70 × 144 | 72 × 140 | 80 × 126 | 84 × 120  | 90 × 112 | 96 × 105 |
| Megjegyzés: A félkövér számok maguk is erősen összetett számok. Csak a huszadik erősen összetett szám, 7560 (= 3 × 2520) hiányzik. A 10080 egy úgynevezett 7-sima szám (A002473 sorozat az OEIS-ben). |          |          |           |          |          |

A 15 000. erősen összetett szám megtalálható Achim Flammenkamp weboldalán. 230 prím szorzata adja ki:
{\displaystyle a_{0}^{14}a_{1}^{9}a_{2}^{6}a_{3}^{4}a_{4}^{4}a_{5}^{3}a_{6}^{3}a_{7}^{3}a_{8}^{2}a_{9}^{2}a_{10}^{2}a_{11}^{2}a_{12}^{2}a_{13}^{2}a_{14}^{2}a_{15}^{2}a_{16}^{2}a_{17}^{2}a_{18}^{2}a_{19}a_{20}a_{21}\cdots a_{229},}
ahol {\displaystyle a_{n}} egymást követő prímszámok sorozata, és a kihagyott tagok (a22-tól a228-ig) egyes kitevőjű tényezők (tehát másként felírva a szám {\displaystyle 2^{14}\times 3^{9}\times 5^{6}\times \cdots \times 1451}).

## Prímtényezős felbontás
Ahhoz, hogy egy szám erősen összetett legyen, nagyjából arra van szükség, hogy lehetőleg minél kisebb prímtényezői legyenek, de ne legyen túl sok egyforma belőlük. A számelmélet alaptétele szerint minden pozitív egész n egyedi prímtényezős felbontással rendelkezik:
{\displaystyle n=p_{1}^{c_{1}}\times p_{2}^{c_{2}}\times \cdots \times p_{k}^{c_{k}}\qquad (1)}
ahol {\displaystyle p_{1}<p_{2}<\cdots <p_{k}} prímszámok, a {\displaystyle c_{i}} kitevők pedig pozitív egész számok.
Az n bármely osztójának prímenként kisebb vagy egyenlő multiplicitással kell rendelkeznie, mint n-nek:
{\displaystyle p_{1}^{d_{1}}\times p_{2}^{d_{2}}\times \cdots \times p_{k}^{d_{k}},0\leq d_{i}\leq c_{i},0<i\leq k}
Tehát n osztóinak száma:
{\displaystyle d(n)=(c_{1}+1)\times (c_{2}+1)\times \cdots \times (c_{k}+1).\qquad (2)}
Ezért, n akkor lehet erősen összetett szám, hogyha
- a k db pi prímszám pontosan az első k prímszámmal (2, 3, 5, ...) egyezik meg; ha nem így lenne, valamelyik prímszámot lecserélhetnénk kisebb prímszámra, így n-nél kisebb számot kapnánk ugyanannyi osztóval (például a 10 = 2 × 5 esetében a lecserélt 6 = 2 × 3 számnak ugyanúgy 4 osztója van);

- a kitevők sorozatának nem növekvőnek kell lennie, tehát {\displaystyle c_{1}\geq c_{2}\geq \cdots \geq c_{k}}; egyébként két kitevő kicserélésével az előző példához hasonlóan n-nél kisebb számot kapnánk ugyanannyi osztóval (például 18 = 21 × 32 kicserélhető a 12 = 22 × 31 számra; mindkettőnek 6 osztója van).

Továbbá, a két speciális eset n = 4 és n = 36 kivételével, az utolsó ck kitevőnek 1-nek kell lennie. Ez azt jelenti, hogy kizárólag az 1, a 4 és a 36 négyzetszám az erősen összetett számok közül. Az, hogy a kitevők sorozata nem növekvő, ekvivalens azzal az állítással, hogy az erősen összetett számok prímoriálisok szorzataként állnak elő.

## Aszimptotikus növekedés és sűrűség
Ha Q(x) jelöli az x-nél nem nagyobb erősen összetett számok számát, akkor létezik két, 1-nél nagyobb a és b konstans, melyekre igaz, hogy
{\displaystyle \ln(x)^{a}\leq Q(x)\leq \ln(x)^{b}\,.}
Az egyenlőtlenség első részét Erdős Pál bizonyította 1944-ben, a másodikat Jean-Louis Nicolas 1988-ban. A konstansokra a jelenlegi legjobb közelítés
{\displaystyle 1,13862<\liminf {\frac {\log Q(x)}{\log \log x}}\leq 1,44\ }
és
{\displaystyle \limsup {\frac {\log Q(x)}{\log \log x}}\leq 1,71\ .}

## Kapcsolódó sorozatok
A 6-nál nagyobb erősen összetett számok egyben bővelkedő számok is, ami egy adott erősen összetett szám három-négy legnagyobb osztójára nézve azonnal nyilvánvaló. Téves az az állítás, hogy az erősen összetett számok tízes számrendszerben mind Harshad-számok lennének. Az első HCN, ami nem Harshad-szám a 245 044 800, melynek számjegyösszege 27, ami nem osztója a 245 044 800-nak.
Az első 38 erősen összetett számból 10 egyben kiváló erősen összetett szám is.
Az erősen összetett számok sorozata (A002182 sorozat az OEIS-ben) részsorozata a pontosan n osztóval rendelkező legkisebb k számok sorozatának (A005179 sorozat az OEIS-ben).
Egy n pozitív egész nagyon összetett szám, ha d(n) ≥ d(m) minden m ≤ n-re. A nagyon összetett számokat számláló QL(x) függvény eleget tesz a
{\displaystyle (\log x)^{c}\leq \log Q_{L}(x)\leq (\log x)^{d}\ }
egyenlőtlenségnek minden pozitív c,d-re, amennyiben {\displaystyle 0,2\leq c\leq d\leq 0,5}.
Mivel az erősen összetett számok prímtényezős felbontásában az első k prím hiány nélkül szerepel, ezért minden erősen összetett szám egyben praktikus szám is. Az ilyen számok közül sokat használtak hagyományos mértékegységrendszerek váltószámaként, mérnöki tervekben, mert jól kezelhetők a törtekkel való számítások során.

## Fordítás
- Ez a szócikk részben vagy egészben a Highly composite number című angol Wikipédia-szócikk ezen változatának fordításán alapul.  Az eredeti cikk szerkesztőit annak laptörténete sorolja fel. Ez a jelzés csupán a megfogalmazás eredetét és a szerzői jogokat jelzi, nem szolgál a cikkben szereplő információk forrásmegjelöléseként.